# Novîi Svit, Zdolbuniv
Novîi Svit (în ucraineană Новий Світ) este un sat în comuna Buderaj din raionul Zdolbuniv, regiunea Rivne, Ucraina.

## Demografie
Componența lingvistică a localității Novîi Svit
     Ucraineană (98,48%)
     Rusă (1,52%)
Conform recensământului din 2001, majoritatea populației localității Novîi Svit era vorbitoare de ucraineană (98,48%), existând în minoritate și vorbitori de rusă (1,52%).